# Robert Murphy (Snookerspieler)
Robert Murphy (* 15. August 1979) ist ein irischer Snookerspieler, der 2015 zusammen mit Michael Judge die EBSA European Team Championship gewann. Darüber hinaus erreichte er das Finale der U21-Amateurweltmeisterschaft 1998 und der irischen Meisterschaft 2015.

## Karriere
1992 und 1993 wurde Murphy irischer und „gesamt-irischer“ (all-ireland, im Duell gegen den äquivalenten Meister Nordirlands) Meister der U16-Altersklasse. 1992 und 1993 wurde er außerdem auch irischer Meister der U14, 1993 und 1994 der U17. In den folgenden Jahren nahm er regelmäßig an internationalen Juniorenturnieren teil und konnte häufig die Hauptrunde dieser Turniere erreichen. Erfolge gelange ihm mit einer Halbfinalteilnahme bei der U21-Weltmeisterschaft 1997 und einem verlorenen Endspiel bei der Ausgabe 1998 desselben Turnieres. Derweil wurde er einer der führenderen Spieler Irlands. Zudem spielte er kurzzeitig, aber halbherzig, auf der UK Tour. Mehr Einsatz brachte er vor, als er Mitte der 2000er auf der Challenge Tour, dem Nachfolger der UK Tour spielte. Mit Platz 33 auf der Gesamtwertung der Challenge Tour 2002/03 verpasste er nur knapp einen Platz auf der Snooker Main Tour. Immerhin wurde er 2005 und 2006 zur Irish Professional Championship eingeladen, beide Male schied er im Achtelfinale aus.
Derweil konnte sich Murphy als einer der besseren irischen Spieler etablieren. Ab 2004 zog er fast jährlich in die letzten Runden der irischen Meisterschaft ein, 2006 sogar bis ins Halbfinale. Daneben konnte er auch international konstant gute Ergebnisse vorweisen, wobei er unter anderem das Achtelfinale des IBSF World Grand Prix 2006 und der Europameisterschaft 2007 erreichte. Anfang und Mitte der 2010er konnte Murphy diese Ergebnisse noch weiter verbessern: 2013 und 2014 schied er beide Male im Halbfinale der irischen Meisterschaft, hinzu kam noch eine Viertelfinalniederlage bei der Europameisterschaft 2013. Der größte Erfolg als Einzelspieler war der irische Vize-Meister-Titel 2015. Zusammen mit Michael Judge gewann Murphy noch im selben Jahr für Irland die EBSA European Team Championship, die Team-Europameisterschaft. Bereits zwei Jahre zuvor hatte das Duo Murphy / Judge das Halbfinale des IBSF World Snooker Team Cups, dem weltweiten Pedant der Team-EM, erreicht. 2014 war Murphy zudem Teil der Siegermannschaft der gesamtirischen Clubmeisterschaft. Des Weiteren wurde Murphy zur 6-Red World Championship 2013 eingeladen, einem professionellen Turnier im Six-Red-Snooker. Mit Siegen über Passakorn Suwannawat und Hossein Vafaei erreichte er die Finalrunde, in der er nach einem weiteren Sieg über Andrew Pagett gegen Joe Perry im Achtelfinale ausschied. Danach musste Murphy zunächst ein kleines Formtief verkraften, stand aber 2019 wieder im Halbfinale der irischen Meisterschaft.
Murphy lebt in Dublin und trainiert in einem Snookerclub in Wicklow.

## Erfolge
| Ausgang         | Jahr | Turnier                                           | Finalgegner           | Ergebnis  |
| --------------- | ---- | ------------------------------------------------- | --------------------- | --------- |
| Amateurturniere |      |                                                   |                       |           |
| Sieger          | 1992 | Irische U16-Meisterschaft                         | Michael Nolan         | 3:1       |
| Sieger          | 1993 | Irische U14-Meisterschaft                         | unbekannt             | unbekannt |
| Sieger          | 1992 | All-Ireland Under 16 Championship                 | Barry Hughes          | 3:2       |
| Sieger          | 1993 | Irische U14-Meisterschaft                         | unbekannt             | unbekannt |
| Sieger          | 1993 | Irische U16-Meisterschaft                         | unbekannt             | unbekannt |
| Sieger          | 1993 | All-Ireland Under 16 Championship                 | Mark Esdale           | 3:1       |
| Sieger          | 1993 | Irische U17-Meisterschaft                         | unbekannt             | unbekannt |
| Sieger          | 1994 | Irische U17-Meisterschaft                         | unbekannt             | unbekannt |
| Zweiter         | 1998 | IBSF U21-Snookerweltmeisterschaft                 | Luke Simmonds         | 2:11      |
| Zweiter         | 2015 | Irische Snooker-Meisterschaft                     | Brendan O’Donoghue    | 2:7       |
| Sieger          | 2015 | EBSA European Team Championship mit Michael Judge | Tony Drago Brian Cini | 5:3       |